# فوتم علیا
روستای فوتم علیا، همراه با روستاهای شهنه کلا- میانده- اسماعیل کلا بزرگ- اسماعیل کلاکوچک- چلمیان- بیزکی- کوکنده-فوتم‌سفلی- فوتم علیا- کله بن -شیب آبندان- حاجیکلا-آزان- سیدکلا- سروکلا- دیوکلا -الیمون- فرج آباد- میارکلا- ابجر و رستمکلادر دهستان حسن رضا از توابع بخش مرکزی شهرستان جویبار در استان مازندران ایران قراردارد.
اردشیر برزگر در کتاب «تاریخ طبرستان» آنجا که در مورد شهرها و آبادی‌های بعد از اسلام توضیح داده است یکی از بخش‌های آباد را «رزمیخواست» می‌داند. رزمیخواست بخشی بوده از شهرستان بابل کنونی که تا سده سوم اسلامی در دست اسپهبدان مزمغانی بوده است، چانکه ابن اسفندیار گوید: «... و مزمغان بن ونداد امید پیش از این محمد بن اوس (نایب خلیفه عباسی) به خشم… بود… چون کار حسن زید (داعی الکبیر ۲۵۰–۲۷۰ ق) قوت گرفت از بیشه بیرون آمد و به مامطیر (بارفروشده– بابل) رسید، روز پنجشنبه بیست و ششم شوال (۲۵۰ق) و مردم را با بیعت حسن زید دعوت کرد… حسن زید… پادشاهی رزمیخواست… به او سپرد و مثال داد که با ساری رود… (مصمغان) با حدود ساری رفت و به نوروز آباد (پوتم) لشگرگاه ساخت…» و پوتم را امروز فوتم خوانند؛ و دهکده‌ای است میان دو ده جدید الاسلام و اسماعیل کلای بلوک کیاکلای میان دو شهر شاهی و بابل. دوری پوتم از کیاکلا ۱۲ و ساری ۳۳ و جاده شوسه ۵ کیلومتر و دارای ۲۵ خانوار و ۱۵۰ تن مردم.
فوتم . [ت َ] (اِخ) دهی است از بخش مرکزی شهرستان شاهی که دارای ۲۵۵ تن سکنه است. آب آن از رود تالار و چاه و محصول عمده اش برنج، کنف، پنبه، کنجد، صیفی و غله است. (از فرهنگ جغرافیایی ایران ج ۳).

## جمعیت
جمعیت روستای فوتم علیا براساس آخرین نتایج سرشماری عمومی نفوس و مسکن مرکز آمار ایران که در سال ۱۳۹۵ صورت گرفته است شامل ۱۰۶خانوار و ۳۱۴ نفر به تفکیک ۱۶۱ مرد و ۱۵۳ زن بوده است.

## وضعیت کشاورزی
بیشتر مردم روستای فوتم علیا به شغل کشاورزی اشتغال دارند و عمده اهالی روستای مذکور به کشت برنج، گندم، جو و صیفی جات مشغول می‌باشند و برخی از اهالی در کنار زراعت به باغداری مرکبات وکمی درختان سیاه ریشه می‌پردازند و دامداری ازنوع پرورش گوسفند، بز و گاو و پرورش ماکیان شامل مرغ، اردک، غاز وبوقلمون خانگی در کنار سایر فعالیت‌های کشاورزی بخشی از اشتغال کشاورزان روستای فوتم علیا را در بر می‌گیرد.
منابع آب روستای فوتم علیا آز آب سطحی و زیرزمینی تأمین می‌گردد که آب سطحی آن از کانال بتنی که از سد البرز تغدیه می‌شود و سه نهر سنتی به نام‌های سنگ پل بزرگ (با نام محلی گت سنگ پل)، سنگ پل کوچک (با نام محلی خورد سنگ پل) و قنو (که از بند پلخوار قائم شهر تغذیه می‌شود) تأمین می‌شود. در فصل زمستان از آب نهرهای مذکور در سد خاکی شصت هکتاری روستا که در استان مازندران آببندان نامیده می‌شود، به همراه آب سه چاه عمیق آرتزین که در داخل آببندان حفر شده است، ذخیره و در فصل بهار وتابستان برای آبیاری هشتاد هکتار از شالیزارهای روستاهای فوتم علیا وفوتم سفلی استفاده می‌شود. آب نهرهای سنگ پل بزرگ وسنگ پل کوچک از زه آب روستای کله بن که منشأ آن بارندگی فصل‌های عمدتاً پاییز و زمستان وکمی بهار و تابستان می‌باشد تأمین می‌گردد و آب نهر قنو علاوه بر زه آب ناشی از بارندگی از نهر پلخوار که از رودخانه تالار که ازکوه‌های سواد کوه سرچشمه می‌گیرد و به دریای مازندران می‌ریزد، تأمین می‌شود. آبیاری سایر اراضی شالیزاری وباغات روستا از آب زیرزمینی استفاده می‌شود که عمدتاً از چاه‌های سطحی از نوع دهانه گشاد وندرتا چاه‌های نیمه عمیق، استفاده می‌شود.
کم‌آبی در اواخر فصل بهار و تابستان مشکلات فراوانی برای کشاورزان روستا فراهم می‌نماید و برخی از سال‌ها که در بهار وتابستان باران کمتری می‌بارد و خشکسالی اتفاق می‌افتد بسیاری از شالیزارها خشک شده و به بسیاری از باغات نیز خسارت جدی وارد می‌شود و برای رفع مشکل فوق در حال حاضر برای بهبود وضعیت آبیاری اراضی روستا و روستاهای اطراف و برای انتقال آب سد البرز (پاشا کلا)، شبکه اصلی آبیاری به‌شکل ذوذ نقه ای و به صورت بتن در جا در دست احداث است که از شرق به غرب روستا امتداد دارد. در روستای مذکور زراعت برنج و باغات مرکبات آبیاری می‌شوند و سایر محصولات زراعی وباغی به صورت دیم کاشته می‌شوند و آبیاری نمی‌شوند.
در روستای فوتم علیا، یک واحد مرغداری صنعتی، یک انبار سورتینگ مرکبات و یک کارگاه شالیکوبی به همراه پرورش ماهی گرم آبی که از دهه شصت هجری شمسی در آببندان روستای مورد اشاره وجود دارد که بخشی از اشتغال مردم روستا را تأمین می‌کند.

## آثار باستانی
تپه فوتم سنگ پل در روستای فوتم علیاقراردارد و نام قدیمی آن دینه سر بوده است و نوع بنای آن، سفید خانه قدیمی با کاربری تپه، تم بوده است. دیرینگی آن به هزار
، روستای فوتم علیا در مسیر جاده اسفالته شهرستان سیمرغ به شهرستان جویبار، واقع شده و این اثر در تاریخ ۱ مهر ۱۳۸۲ با شمارهٔ ثبت ۱۰۲۶۶ به عنوان یکی از آثار ملی ایران به ثبت رسیده است.[۲]

## جامعه‌شناسی روستای فوتم علیا
در اواخر دوره قاجاریه در روستای فوتم علیا بیماری وبا همه گیر شد و تعدای از اهالی روستا به روستاهای اطراف کوچ کردند و فقط چند خانوار در روستا باقی ماندند. آقاجان جانباز که به شغل گوسفند داری اشتغال داشت با خانواده از روستای مشک آباد به روستای فوتم علیا کوچ نمود و با خانواده در کنار قبرستان روستا سکنی گزید. کدخدای کله بن که در آن زمان کدخدایی روستای فوتم علیا را نیز بر عهده داشت به آقا جان پیشنهاد کرد که در روستای مذکور ساکن شود و پیشنهاد خرید ملک کارخانه پنبه پاک کنی را به ایشان داد. بدین طریق با خرید کارخانه پنبه پاک کنی در فوتم علیا ساکن شدند و بعدها پسرهایش که بزرگ شدند و ازدواج نمودند جمعیت روستا افزایش یافت و در سال ۱۳۴۲ ه‍.ش به علت خشکسالی چند خانوار از منطقه سرخ آّباد شهرستان سوادکوه جنوبی فعلی به فوتم علیا مهاجرت کردند و جمعیت روستا افزایش بیشتری یافت. روستای مذکور دارای یک مسجد، یک تکیه (حسینیه) و یک سقاخانه (ساقی نفار) می‌باشد که زیر سقا خانه کتابخانه قدیمی روستا قرار داشته است و در مرکز روستا جنب حمام قدیمی روستا (که در حاضر تخریب شده است) واقع شده‌اند. در غرب روستا کنار جاده اصلی روستا و سه راه روستاهای فوتم سفلی و بیزکی، قبرستان روستا قرار دارد و در این قبرستان بقعه متبرکه درویش مصیب قرار داشته و یک باب غسال خانه در قبرستان احداث شده است. روستای مذکور دارای مدارس ابتدایی، راهنمایی و دبیرستان می‌باشد که قدیمی‌ترین مدرسه آن مدرسه اوحدی فوتم علیا بوده که در سال ۱۳۳۰ توسط حاج اکبر جانبازفوتمی ساخته شدو با تلاش حاج علی جانباز مجوز آن از آموزش و پرورش اخد شد که زمینه باسواد شدن جوانان روستای "کوکنده"، "میانده"، " بیزکی "، "فوتم علیا"، "فوتم سفلی"، "اسماعیل کلا"، "کله بن" و سایر روستاهای اطراف را فراهم نمود. در روستای مذکور یک خانه بهداشت وجود دارد که از سال ۱۳۵۰ ه‍.ش در این روستا احداث شده و به ارتقای بهداشت روستاهای اطراف کمک شایانی نموده است. بجه‌های روستا در اوقات فراغت از یک زمین فوتبال استاندارد استفاده می‌کنند که از دهه ۵۰ ه‍.ش برای ورزش فوتبال و سایر ورزش هااختصاص داده شده است.

## جغرافیای روستای فوتم علیا
روستای فوتم علیا در کنار راه اسفالته مابین شهرستان‌های سیمرغ و جویبار قرار دارد و از طرف غرب با شهر کیاکلا (مرکز شهرستان سیمرغ) ۲٫۵ کیلومتر و از طرف شمال شرقی با شهر جویبار (مرکز شهرستان جویبار) ۹٫۵ کیلومتر فاصله دارد. روستای مذکور از شمال به روستای فوتم سفلی و از جنوب به روستای کله بن و از غرب به روستای سید محله و از شرق به روستای اسماعیل کلا واقع است. روستای مذکور دارای عرض جغرافیایی ۳۶ درجه و ۳۵ دقیقه و ۲۶٫۶۱ ثانیه شمالی و طول جغرافیایی ۵۲ درجه و ۵۱ دقیقه و ۲۹٫۷۶ ثانیه شرقی می‌باشد.